# Southern Exposure
Albums de Maceo Parker
Life on Planet Groove
(1992) Maceo (Soundtrack)
(1994)
Southern Exposure est le 8e album de Maceo Parker sorti en 1993.

## Titres
1. Blues for Shorty Bill [6:45]
2. Keep on Marching [6:26]
3. Mercy, Mercy, Mercy [6:26]
4. Every Saturday Night [5:17]
5. The Way You Look Tonight [6:10]
6. Splashin' [6:58]
7. Walking Home Together [4:54]
8. Sister Sanctified [6:37]
9. Fun in the Sun [5:50]